# ادلکتی
ادلکتی (انگلیسی: Adlecti) در طول پادشاهی روم، جمهوری روم و بعدها، adlecti یا allecti کسانی بودند که برای پر کردن یک جای خالی در هر دفتر یا دانشکده انتخاب می‌شدند، به ویژه کسانی که برای پر کردن تعداد مناسب سنای روم انتخاب می‌شدند. آنها عموماً از طبقه سوارکاران بودند.
در امپراتوری روم متأخر، ادلکتیو adlectio حقی بود که امپراتورها از آن برخوردار بودند که به موجب آن می‌توانستند موقعیت یا رتبه یکی از رعایای خود را به‌طور معمول با انتصاب آنها به مجلس سنا ارتقاء دهند.